# قائمة سفراء ماليزيا لدى السعودية
سفير دولة ماليزيا لدى المملكة العربية السعودية هو الممثل الرسمي لحكومة ماليزيا لدى حكومة السعودية، حيث يعمل السفير وباقي الموظفين في السفارة الماليزية المتواجدة في الرياض. يشغل منصب السفير حاليًا عبد الرزاق عبد الوهاب وذلك منذ 18 يوليو 2019.

## قائمة السفراء
| تر | تاريخ الاعتماد الدبلوماسي | السفير (بالعربية)          | السفير (بالإنجليزية)             | ملاحظات     | رئيس وزراء ماليزيا  | ملك السعودية                   | تاريخ الانتهاء |
| -- | ------------------------- | -------------------------- | -------------------------------- | ----------- | ------------------- | ------------------------------ | -------------- |
| 1  | 1 نوفمبر 1985             | مختار أحمد                 | Mokhtar Ahmad                    | [ 1 ]       | تون د. مهاتير محمد  | فهد بن عبد العزيز آل سعود      | 28 أغسطس 1989  |
| 2  | 26 سبتمبر 1989            | عدنان عثمان                | Adnan Osman                      | [ 1 ]       | تون د. مهاتير محمد  | فهد بن عبد العزيز آل سعود      | 31 يوليو 1993  |
| 3  | 4 أكتوبر 1993             | محمد حسين الشافعي          | Mohamad Hussein Shafie           | [ 1 ]       | تون د. مهاتير محمد  | فهد بن عبد العزيز آل سعود      | 1 يونيو 1996   |
| 4  | 19 يوليو 1996             | شابي أبو سماح              | Shapii Abu Samah                 | [ 1 ]       | تون د. مهاتير محمد  | فهد بن عبد العزيز آل سعود      | 1 أغسطس 2000   |
| 5  | 23 نوفمبر 2000            | وان مختار أحمد             | Wan Mokhtar Ahmad                | [ 1 ]       | تون د. مهاتير محمد  | فهد بن عبد العزيز آل سعود      | 31 مايو 2005   |
| 6  | 7 أغسطس 2005              | إسماعيل إبراهيم            | Ismail Ibrahim                   | [ 1 ]       | عبد الله بدوي       | عبد الله بن عبد العزيز آل سعود | 6 يناير 2008   |
| 7  | 2 سبتمبر 2008             | سيد عمر بن سيد محمد السقاف | Syed Omar Syed Mohamad Al Saggaf | [ 1 ] [ 2 ] | عبد الله بدوي       | عبد الله بن عبد العزيز آل سعود | 21 سبتمبر 2013 |
| 8  | 4 يونيو 2015              | زينول رحيم زين الدين       | Zainol Rahim Zainuddin           | [ 1 ] [ 3 ] | نجيب تون عبد الرزاق | سلمان بن عبد العزيز آل سعود    | 20 ديسمبر 2018 |
| 9  | 18 يوليو 2019             | عبد الرازق عبد الوهاب      | Abd Razak Abdul Wahab            | [ 1 ] [ 4 ] | تون د. مهاتير محمد  | سلمان بن عبد العزيز آل سعود    | لا يزال        |